# Neo Karlowasi
Neo Karlowasi (gr. Νέο Καρλόβασι), potocznie Karlowasi – miejscowość w Grecji, na wyspie Samos, nad Morzem Egejskiem, w administracji zdecentralizowanej Wyspy Egejskie, w regionie Wyspy Egejskie Północne, w jednostce regionalnej Samos, w gminie Samos. W 2011 roku liczyła 6708 mieszkańców.
Karlowasi stanowi jeden z głównych ośrodków administracyjnych wyspy. Mieści się tu filia Uniwersytetu Egejskiego. Miejscowość posiada bogatą kulturę sięgającą starożytności oraz jest znana z wyrobów tytoniowych, które są produkowane na wyspie od 1900 roku.